# خرگرد
خَرگِرد (با نام معرب خَرجِرد) از روستاهای قدیمی و مهم شهرستان خواف واقع در استان خراسان رضوی ایران است.
مدرسه نظامیه خرگرد در این روستا قرار دارد.

## پیشینه

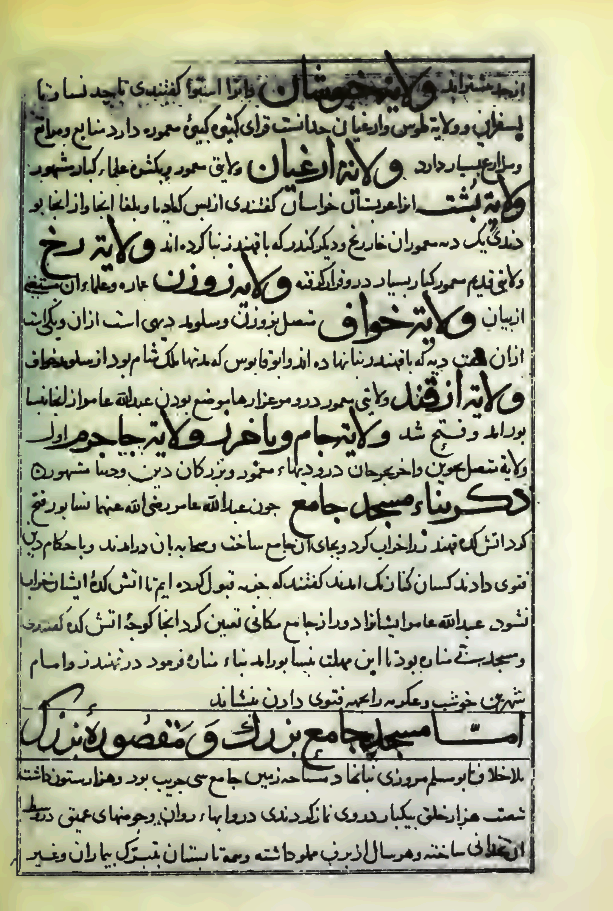
ولایت خواف در میان ولایت‌های ربع نیشابور در صفحه‌ای از نسخه خطی ترجمه کتاب تاریخ نیشابور الحاکم.

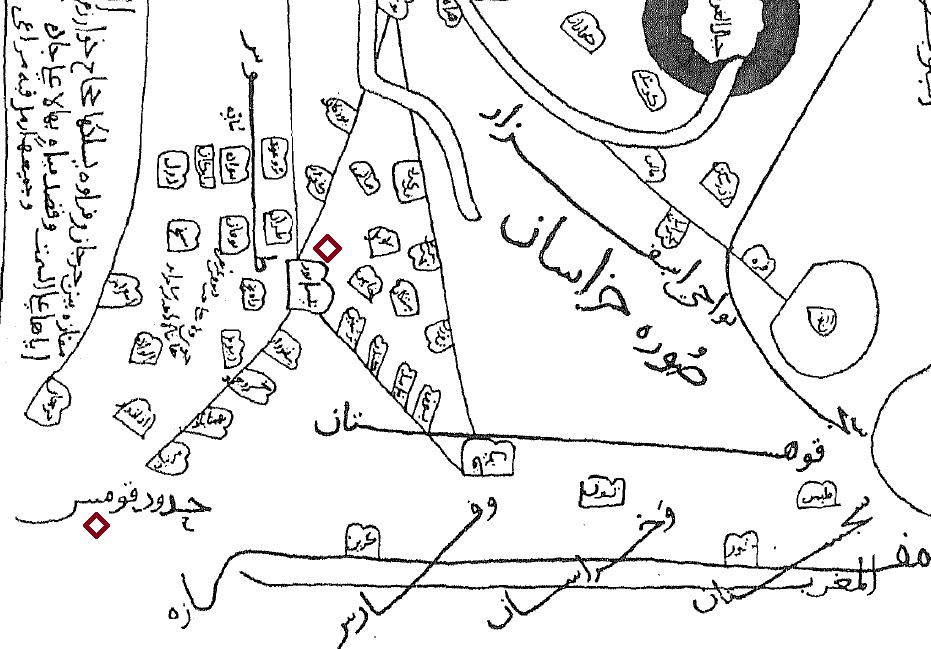
نام خرگرد بر روی نقشه ابن حوقل در كتاب صورة الارض در قرن چهارم هجری

خرگرد شهری باستانی که در ولایت خواف، ربع نیشابور، خراسان قرار داشته است.

## نام
لسترنج ایران شناس بریتانیایی درباره خرگرد می نویسد:
خرجرد ‚ نام یکی از شهرهای مهم خواف است ‚ این نام به شهر خرگرد و خرد گرد نیز مشهور است ولی ابن حوقل آنرا به صورت خرگرد که یاقوت حموی آنرا فرجرد ضبط نموده‌است . کوسوی یا کوسویه نزدیک به رودخانه هرات و در شمال خرگرد واقع و بزرگ‌ترین این هر سه شهر بود . و یک سوم شهر پوشنج که مجاور آن بود وسعت داشت . تولد جامی و عبدالرحمن جامی در خرگرد اتفاق افتاده‌ است ‚ و این خرگرد از نواحی ولایت جام است و این قصبه‌ای نیست که در اطراف مقبره شیخ احمد جام ( ژنده پیل ) به نام تربت جام وجود دارد.
در کتاب فرهنگ جغرافیائی ایران اثر حسینعلی رزم‌آرا در ذیل عنوان خرگرد آمده‌است:
دهی است از دهستان رودمیان خواف شهرستان تربت حیدریه واقع در ۶ هزار گزی جنوب خاوری رود ‚ سر راه شوسه عمومی تربت حیدریه به نیاز آباد . این دهکده در جلگه‌ای واقع با آب و هوای معتدل ‚ آب آن از قنات و محصول آن عبارت از غلات و پنبه و شغل اهالی زراعت و کرباس بافی و راه آن اتومبیل رو است.

## آثار تاریخی
محوطه قلعه گبری خرگرد